# Gerd Müller
Gerd Müller (IPA: [gɛʀt 'mʏlɐ]) (3 tháng 11 năm 1945 - 15 tháng 8 năm 2021) là một cựu cầu thủ bóng đá người Đức và là một trong những tay săn bàn xuất sắc nhất mọi thời đại trong lịch sử bóng đá thế giới. Ông giành được 1 danh hiệu Quả Bóng Vàng vào năm 1970.
Với kỉ lục 68 bàn trong 62 lần khoác áo đội tuyển quốc gia, 365 bàn trong 427 trận tại Bundesliga và kỉ lục quốc tế 66 bàn trong 74 lần khoác áo CLB tại cúp châu Âu, ông là tiền đạo xuất sắc nhất thời kì đó. Với tổng cộng 655 bàn cả sự nghiệp, chỉ có Josef Bican, Romário, Cristiano Ronaldo, Messi và Pelé là có số bàn thắng cao hơn ông trong danh sách các tay săn bàn xuất sắc nhất mọi thời đại. Biệt danh của Müller là "Bomber der Nation" (vua dội bom) và "kleines dickes Müller".
Năm 1970, Müller đạt danh hiệu Quả bóng vàng châu Âu sau một mùa giải thành công với Bayern München và ghi được 10 bàn tại World Cup 1970.
Ông cùng với Bayern München vô địch Cúp C1 châu Âu 3 mùa giải liên tiếp 1973-1974, 1974-1975, 1975-1976.
Ông cũng là thành viên chủ chốt của đội tuyển Tây Đức vô địch EURO 1972 và World Cup 1974.

## Cuộc đời và sự nghiệp
Vào những năm đầu thập niên 70 của thế kỉ trước, khi mà bóng đá còn chưa đến tới được ngóc ngách của mọi nơi trên trái đất, thì cái tên Gerd Muller mỗi khi được xướng lên cũng khiến những ai không yêu mến đội tuyển Đức cũng đều biết cầu thủ này là một "hung thần" trong khu vực 16m50.

### Tuổi thơ gắn liền với trái bóng tròn
Gerd Muller sinh ngày 3-11-1945, tại một thành phố nhỏ miền Nam nước Đức là Nordlingen, cách Munich khoảng một giờ rưỡi xe chạy. Năm lên 9 tuổi, đã bắt đầu chạy theo quả bóng và kể từ đó, trái bóng luôn đồng hành cùng với Muller, kể cả trong những giấc mơ.
Năm 16 tuổi, Muller tới dự tuyển vào trường đào tạo bóng đá của câu lạc bộ tại thành phố quê hương là TSV 1861 Nordlingen. Huấn luyện viên chịu trách nhiệm tuyển chọn cầu thủ cho câu lạc bộ, thoạt nhìn thấy bộ dạng của Muller cũng ngay lập tức phán một câu xanh rờn: "Cậu sẽ không thể tiến xa được trong bóng đá đâu! Nên tìm một công việc khác thích hợp thì hơn". Nhưng rồi ông ta đã ngay lập tức đổi ý khi Muller được tung vào sân để thử việc. Dường như ở cậu thanh niên 16 tuổi này ẩn chứa một bản năng "sát thủ" ghê gớm. Cậu ta có thể ghi những bàn thắng dễ như lấy đồ vật trong túi vậy, ở mọi tư thế, mọi tình huống, cho dù bị vây chặt bởi những đối thủ to cao hơn cậu tới cả cái đầu, luôn có ý định phang vào chân cậu. Muller nhanh chóng thăng tiến ở trường đào tạo của Câu lạc bộ TSV 1861 Nordlingen, được vào đội trẻ rồi sau đó lên đội hình chính thức của câu lạc bộ. Con số 180 bàn thắng mà Muller ghi cho TSV 1861 Nordlingen trong mấy mùa bóng chơi trong đội hình một của câu lạc bộ hoàn toàn là thực tế. Các đối thủ của TSV 1861 Nordlingen trong giải hạng 3 của Tây Đức thời kỳ đầu những năm 60 có thể chứng thực điều này. Thậm chí đã lan truyền một câu chuyện được các đối thủ của Muller hay bàn tán là trước mỗi trận đấu quan trọng, cậu chỉ yêu cầu mẹ làm cho mình món ăn mà cậu thích nhất là món khoai tây trộn và cứ mỗi lần được mẹ cho ăn món đó là y như rằng cậu lại ghi bàn.
Vào mùa hè năm 1964, đội bóng Bayern Munich do huấn luyện viên Zlatko Cajkovski dẫn dắt đang loi ngoi ở Regionalliga Sud (giải bóng đá miền Nam nước Đức), một dạng giải cấp vùng tương đương với giải hạng 2 của Đức. Việc không nhanh chóng cải thiện được vị trí của câu lạc bộ có thể khiến ông bị sa thải bất cứ lúc nào. Các cổ động viên Bayern Munich không còn kiên nhẫn được nữa. Cả ông Chủ tịch CLB Wilhelm Neudecker cũng thế. Zlatko hiểu rằng cần phải nhanh chóng thoát khỏi tình trạng khó khăn, nếu không sự nghiệp huấn luyện viên của ông khó có cơ cứu vãn. Mặc dù, Zlatko biết rõ mình phải làm gì, nhưng lực bất tòng tâm. Đội bóng của ông có một dàn cầu thủ không đến nỗi nào. Họ là những cầu thủ trẻ, đầy nhiệt huyết, hừng hực quyết tâm muốn chứng tỏ cho thế giới biết họ là ai. Chỉ có điều là họ không biết ghi bàn, đã nhiều lần Zlatko tức điên lên khi thấy các học trò của mình bỏ lỡ những cơ hội ngon ăn mười mươi, đá ra ngoài khung thành còn khó hơn đá vào trong. Đúng lúc này có người giới thiệu với ông một cầu thủ tỉnh lẻ, người vạm vỡ nhưng thấp, đậm, thậm chí còn hơi béo nữa, đã thế bắp đùi lại rất to, trong khi cặp chân lại vòng kiềng, nếu không kịp khép lại thì dễ đến cả con cừu cũng chui lọt. Tên của cầu thủ này không ai khác chính là Gerd Muller.
Theo như lời giới thiệu, cầu thủ này đang chơi cho một đội bóng tỉnh lẻ tên là TSV 1861 Nordlingen, ở vị trí trung phong. Zlatko biết câu lạc bộ ấy còn đang chơi dưới Bayern Munich một bậc, ở hạng 3 trong hệ thống các giải đấu của Tây Đức. Thành tích của Muller là ghi cho Nordlingen 46 bàn thắng trong mùa bóng 1963-1964. Người ta nói rằng trong ba mùa bóng, Muller đã ghi cho đội bóng của mình tổng cộng tới 180 bàn thắng. Nhưng đây là Bayern Munich và Zlatko vẫn không dám tự tin vào cái dáng vẻ của cầu thủ quê mùa này, ông lẩm bẩm: "Tôi phải làm gì với một vận động viên cử tạ bây giờ?". Chính bởi vậy, sau khi câu lạc bộ ký hợp đồng với Gerd Muller, trong suốt 10 trận đấu sau đó của Bayern Munich để chuẩn bị cho mùa bóng mới, Gerd Muller được xếp ở vị trí dự bị, ngồi bên ngoài sân xem đồng đội thi đấu. Trung phong vĩ đại nhất của mọi thời đại, cầu thủ dội bom kinh hoàng trong giải vô địch quốc gia Tây Đức cũng như các giải thế giới, Gerd Muller, đã khởi đầu sự nghiệp bóng đá đỉnh cao của mình như thế đó.

### Rời tuyển khi ở vào thời kỳ đỉnh cao
Trận chung kết World Cup 1974 với Hà Lan cũng đồng thời là trận cuối cùng mà Muller chơi cho đội tuyển quốc gia. Về lý do Muller bỗng dưng rời khỏi đội tuyển khi mới 29 tuổi và vẫn còn đang ở thời kỳ đỉnh cao phong độ, đã có rất nhiều cách giải thích mà một trong những câu chuyện phổ biến nhất là việc Muller phản ứng với quyết định của Liên đoàn bóng đá Đức không cho phép các bà vợ cầu thủ tới tham dự bữa tiệc mừng chiến thắng ngay sau trận chung kết với Hà Lan.
Nhưng thực ra không phải thế! Ba ngày trước khi diễn ra trận chung kết lịch sử, Muller đã thông báo với huấn luyện viên Helmut Schoen rằng anh sẽ chấm dứt sự nghiệp thi đấu quốc tế và sẽ chỉ chuyên tâm chơi cho Bayern Munich mà thôi. Choáng váng, Helmut Schoen đề nghị Muller hãy khoan công bố quyết định đó vội để khỏi làm ảnh hưởng đến tinh thần các tuyển thủ khác trước trận chung kết mang tính sống còn. Muller đồng ý và ngay sau khi trở thành nhà vô địch thế giới, anh tuyên bố từ giã đội tuyển quốc gia. Theo Muller thì đó là tất cả những gì có liên quan đến quyết định từ giã sự nghiệp thi đấu quốc tế của anh.
Nhưng có một điều không thể phủ nhận là quan hệ giữa Gerd Muller với Liên đoàn bóng đá Đức còn xa mới được coi là thân thiện. Hai bên đã có không ít lời qua tiếng lại ngay sau khi đội tuyển Đức đoạt được chức vô địch thế giới. Đã nhiều lần, Muller mô tả khoản tiền thưởng ít ỏi của Liên đoàn bóng đá Đức dành cho các tuyển thủ quốc gia sau chiến thắng ngoạn mục trước Hà Lan ở Munich là "nực cười".

### Cuộc chiến với rượu
Nhưng khác với nhiều cầu thủ gạo cội khác chọn nước Mỹ làm nơi kết thúc sự nghiệp vẻ vang của mình, đây lại không phải là bến đỗ bình yên đối với Gerd Muller. Chơi ba mùa bóng cho Fort Lauderdale Strikers, Muller ghi được 38 bàn thắng trong 75 trận thi đấu cho đội bóng này, kết quả hết sức ấn tượng đối với một cầu thủ đã vượt ngưỡng 35 tuổi. Đến năm 1982 thì Muller chính thức treo giày và mở một quán bar ở ngay Florida để sinh sống.
Rượu đã từng phá hỏng cuộc đời và sự nghiệp của không ít cầu thủ kiệt xuất trong bóng đá thế giới như Garrincha, George Best và với Gerd Muller cũng không phải là ngoại lệ. Nếu như trên sân cỏ, những hậu vệ dữ dằn nhất cũng không cản nổi Muller thì ngoài đời, ông lại vấp ngã chỉ bởi những điều tưởng chừng như nhỏ nhặt. Muller thường dìm nỗi buồn của mình trong rượu và đến lượt nó, lại biến đổi Muller thành một con người hoàn toàn khác. Cô con gái yêu của Muller đã nhiều lần không nhận ra nổi người cha của mình nữa khi Muller cứ cố gắng nói chuyện với con sau khi đã say mèm. "Tôi đã tự phá hủy cuộc đời của mình", sau này có lần Muller tự thú như thế.
Rồi điều gì phải đến đã đến, vợ ông đệ đơn ly dị. Cuộc ly dị tốn kém theo luật pháp Mỹ cùng những thất bát trong chuyện làm ăn đã tước đi của Muller những đồng tiền cuối cùng. Không gia đình, không tiền bạc, cuộc đời của Muller có nguy cơ rơi vào tấn thảm kịch như nhiều người nghiện rượu khác. Nhưng rất may là số phận đã không quá nghiệt ngã với huyền thoại một thời của bóng đá Đức. Những người đồng đội cũ đã không quên ông. Franz Beckenbauer có lần đã nói: "Bóng đá Đức sẽ không thể có được chức vô địch châu Âu năm 1972 cũng như vô địch thế giới năm 1974 nếu không có Muller. Chúng ta không thể để cho một người bạn của chúng ta như Muller phải chịu cảnh hẩm hiu như vậy". Thế là có cả một chiến dịch do những người bạn cũ của Muller ở Câu lạc bộ Bayern Munich, đứng đầu là Uli Hoeness, khi đó đã là một thành viên trong ban lãnh đạo của câu lạc bộ, phát động để giúp đỡ Muller. Thoạt đầu, họ quyên góp tiền để có thể trả lệ phí cho Muller điều trị tại một trung tâm cai nghiện rượu. Rồi sau đó, quan trọng hơn, là tìm cho anh một công việc. Mà không có gì thích hợp hơn cho Muller là được hít thở không khí của bóng đá, điều sẽ giúp ông xa lánh được sự quyến rũ của ma men. Bởi vậy, năm 1992, Câu lạc bộ Bayern Munich đã ký hợp đồng với Muller, thoạt đầu là với nhiệm vụ tìm kiếm những tài năng trẻ cho câu lạc bộ. Tiếp theo, Muller chịu trách nhiệm huấn luyện các tiền đạo trẻ, một công việc mà chắc chắn là ông có nhiều kinh nghiệm để truyền thụ, cũng như huấn luyện các thủ môn của đội bóng để vô hiệu hóa những tiền đạo như Muller. Sau đó, Muller trở thành huấn luyện viên đội bóng nghiệp dư của Câu lạc bộ Bayern Munich.

### Sức khoẻ suy yếu và qua đời
Muller gặp các vấn đề sức khỏe sau khi nghỉ hưu vào năm 2014. Ông mắc bệnh Alzheimer từ giai đoạn này. Năm 2017, Muller mất trí nhớ ở mức nghiêm trọng và phải vào viện dưỡng lão tại Đức. Ông trút hơi thở cuối cùng tại nhà riêng ở München vào sáng sớm chủ nhật ngày 15 tháng 8 năm 2021, hưởng thọ 75 tuổi.

## Thành tích

### Cùng Bayern München
- Cúp bóng đá liên lục địa: 1976
- Cúp C1 châu Âu: 1974, 1975, 1976
- Cúp C2 châu Âu: 1967
- Bundesliga: 1969, 1972, 1973, 1974
- Cúp bóng đá Đức: 1966, 1967, 1969, 1971

### Cùng Đội tuyển Đức
- FIFA World Cup: 1974
- UEFA EURO: 1972

### Thành tích cá nhân
- Quả bóng vàng châu Âu: 1970
- Cầu thủ xuất sắc nhất năm của Đức: 1967, 1969
- Cầu thủ xuất sắc nhất trong 40 năm thành lập Bundesliga(1963–2003)
- Chiếc giày vàng châu Âu: 1970, 1972
- Vua phá lưới Bundesliga: 1967, 1969, 1970, 1972, 1973, 1974, 1978
- Vua phá lưới World Cup: 1970
- Vua phá lưới EURO: 1972
- Vua phá lưới Cúp C1 châu Âu: 1973, 1974, 1975, 1977
- Chân sút vĩ đại nhất mọi thời đại của bóng đá thế giới(trao giải trong năm 2000)
- Có tên trong danh sách FIFA 100

## Thống kê
| Club performance      | Club performance         | Club performance      | League | League | Cup  | Cup   | Continental | Continental | Continental | Other | Other | Total | Total | Notes                   |
| Season                | Club                     | League                | Apps   | Goals  | Apps | Goals | Comp        | Apps        | Goals       | Apps  | Goals | Apps  | Goals | Notes                   |
| --------------------- | ------------------------ | --------------------- | ------ | ------ | ---- | ----- | ----------- | ----------- | ----------- | ----- | ----- | ----- | ----- | ----------------------- |
| 1963–64               | TSV 1861 Nördlingen      | Bezirksliga Schwaben  | 31     | 51     | —    | —     | —           | —           | —           | —     | —     | 31    | 51    |                         |
| 1964–65               | Bayern Munich            | Regionalliga Süd      | 26     | 33     | —    | —     | —           | —           | —           | 8     | 8     | 34    | 41    | [ stats 2 ]             |
| 1965–66               | Bayern Munich            | Bundesliga            | 33     | 15     | 6    | 1     | —           | —           | —           | —     | —     | 39    | 16    |                         |
| 1966–67               | Bayern Munich            | Bundesliga            | 32     | 28     | 4    | 7     | CWC         | 9           | 8           | —     | —     | 45    | 43    | [ stats 3 ]             |
| 1967–68               | Bayern Munich            | Bundesliga            | 34     | 19     | 4    | 4     | CWC         | 8           | 7           | —     | —     | 46    | 30    |                         |
| 1968–69               | Bayern Munich            | Bundesliga            | 30     | 30     | 5    | 7     | —           | —           | —           | —     | —     | 35    | 37    |                         |
| 1969–70               | Bayern Munich            | Bundesliga            | 33     | 38     | 3    | 4     | EC          | 2           | 0           | —     | —     | 38    | 42    |                         |
| 1970–71               | Bayern Munich            | Bundesliga            | 32     | 22     | 7    | 10    | ICFC        | 8           | 7           | —     | —     | 47    | 39    |                         |
| 1971–72               | Bayern Munich            | Bundesliga            | 34     | 40     | 6    | 5     | CWC         | 8           | 5           | —     | —     | 48    | 50    |                         |
| 1972–73               | Bayern Munich            | Bundesliga            | 33     | 36     | 5    | 7     | EC          | 6           | 12          | 5     | 12    | 49    | 67    | [ stats 4 ]             |
| 1973–74               | Bayern Munich            | Bundesliga            | 34     | 30     | 4    | 5     | EC          | 10          | 8           | —     | —     | 48    | 43    | [ stats 5 ]             |
| 1974–75               | Bayern Munich            | Bundesliga            | 33     | 23     | 3    | 2     | EC          | 7           | 5           | —     | —     | 43    | 30    | [ stats 6 ]             |
| 1975–76               | Bayern Munich            | Bundesliga            | 22     | 23     | 6    | 7     | EC          | 7           | 5           | —     | —     | 34    | 35    | [ stats 7 ]             |
| 1976–77               | Bayern Munich            | Bundesliga            | 25     | 28     | 4    | 11    | EC          | 8           | 9           | —     | —     | 37    | 48    | [ stats 8 ] [ stats 9 ] |
| 1977–78               | Bayern Munich            | Bundesliga            | 33     | 24     | 3    | 4     | UEFA        | 6           | 4           | —     | —     | 42    | 32    | [ stats 10 ]            |
| 1978–79               | Bayern Munich            | Bundesliga            | 19     | 9      | 2    | 4     | —           | —           | —           | —     | —     | 21    | 13    |                         |
| Total                 | Bayern Munich            | Bundesliga            | 427    | 365    |      |       |             |             |             |       |       |       |       |                         |
| Total                 | Bayern Munich            | Bayern total          | 453    | 398    | 62   | 78    | —           | 79          | 70          | 13    | 20    | 607   | 566   |                         |
| German football total | German football total    | German football total | 484    | 449    | 62   | 78    | —           | 79          | 70          | 13    | 20    | 638   | 617   |                         |
| 1979                  | Fort Lauderdale Strikers | NASL                  | 25     | 19     | —    | —     | —           | —           | —           | —     | —     | 25    | 19    |                         |
| 1980                  | Fort Lauderdale Strikers | NASL                  | 29     | 14     | —    | —     | —           | —           | —           | —     | —     | 29    | 14    |                         |
| 1981                  | Fort Lauderdale Strikers | NASL                  | 17     | 5      | —    | —     | —           | —           | —           | —     | —     | 17    | 5     |                         |
| Total                 | Fort Lauderdale Strikers | NASL                  | 71     | 38     | —    | —     | —           | —           | —           | —     | —     | 71    | 38    |                         |
| Career total          | Career total             | Career total          | 555    | 487    | 62   | 78    | —           | 79          | 70          | 13    | 20    | 709   | 655   |                         |

1. ↑  Includes European Cup (35 appearances/35 goals), UEFA Cup Winners' Cup (25/20), Inter-Cities Fairs Cup (8/7), UEFA Cup (6/4), UEFA Super Cup (3/3) and Intercontinental Cup (2/1)
2. ↑  2 appearances (2 goals) in a local cup competition, 6 appearances (6 goals) in the Regionalliga promotion playoff
3. ↑  Joint Bundesliga top scorer with Lothar Emmerich
4. ↑  5 appearances and 12 goals in the 1972–73 DFB-Ligapokal
5. ↑  Joint Bundesliga top scorer with Jupp Heynckes
6. ↑  Joint European Cup top scorer with Eduard Markarov
7. ↑  1 appearance in the 1975 UEFA Super Cup
8. ↑  Joint European Cup top scorer with Franco Cucinotta (5 goals each)
9. ↑  2 appearances (3 goals) in the 1976 UEFA Super Cup, 2 appearances (1 goal) in the 1976 Intercontinental Cup
10. ↑  Joint Bundesliga top scorer with Dieter Müller